# Langen Foundation

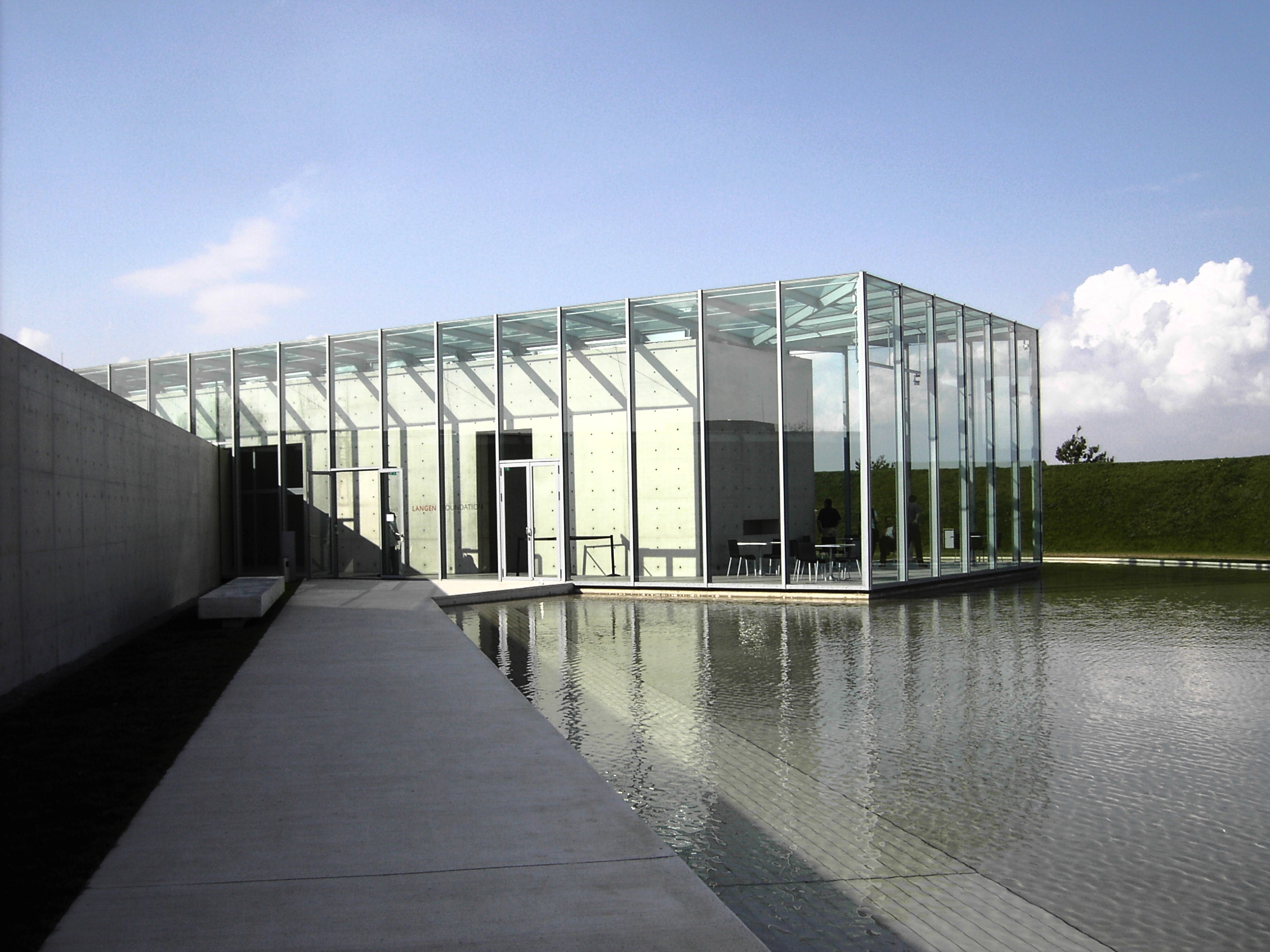
Exhibition Cubus

La Langen Foundation près de Neuss, Rhénanie-du-Nord-Westphalie en Allemagne, est un musée conçu par l'architecte japonais Tadao Ando. La fondation présente une collection d'art oriental et d'art moderne. Située sur les terrains du musée Insel Hombroich (de), elle ouvre ses portes au public en 2004.

## Architecture
Le musée est créé sur le terrain d'une ancienne base de lancement de fusées de l'OTAN. Le bâtiment dispose d'un volume en façade en double peau et de deux ailes d'expositions temporaires semi-enterrées avec une superficie totale de 900 m2. La structure se compose principalement de béton renforcé, de verre et d'acier. Le musée propose trois espaces d'exposition totalisant une superficie de 1 300 m2. Située dans la dalle de béton au niveau du sol se trouve la pièce du Japon - une galerie inhabituellement longue et étroite conceptualisée par Ando comme un espace de « tranquillité » spécifique au secteur japonais de la collection Langen. Les deux salles d'exposition souterraines, avec une surprenante hauteur sous plafond de huit mètres, sont à leur tour conçues pour accueillir la partie moderne de la collection.

## Collection
La collection d'art japonais de Marianne Langen, autrefois hébergée principalement en Suisse, se compose d'environ 500 œuvres datant des XIIe siècle au XIXe siècle. Son mari, Viktor, titulaire de plusieurs brevets pour des innovations techniques en production automobile, a voyagé régulièrement pour visiter des clients au Japon où la collection du couple s'est formée. Les résidences Langen à Meerbusch en Allemagne (construite par Georg Lunenborg de 1954 à 1955) et Ascona en Suisse, étaient pleines de peintures et de sculptures régulièrement échangées. La collection d'art moderne des Langen comprend des œuvres d'artistes majeurs tels que Paul Cézanne, Max Beckmann, Andy Warhol, Mark Rothko, Jean Dubuffet, Francis Bacon et Sigmar Polke. Par ailleurs, Viktor et Marianne Langen ont suivi de près le groupe Zero. Des œuvres d'artistes comme Heinz Mack, Otto Piene et Günther Uecker du dépôt de Düsseldorf des Langen ont été intégrées à la collection ainsi que celles de Lucio Fontana et Yves Klein.
En 1979, les collectionneurs ont érigé un musée privé à Ascona pour abriter leur collection de rouleaux peints japonais. Depuis 2004, la collection Langen se trouve dans le centre d'art et d'exposition de la Fondation Langen. Marianne Langen, qui se rendait toutes les semaines sur le site de construction, est décédée en février 2004, sans voir le bâtiment achevé.

## Galerie d'images

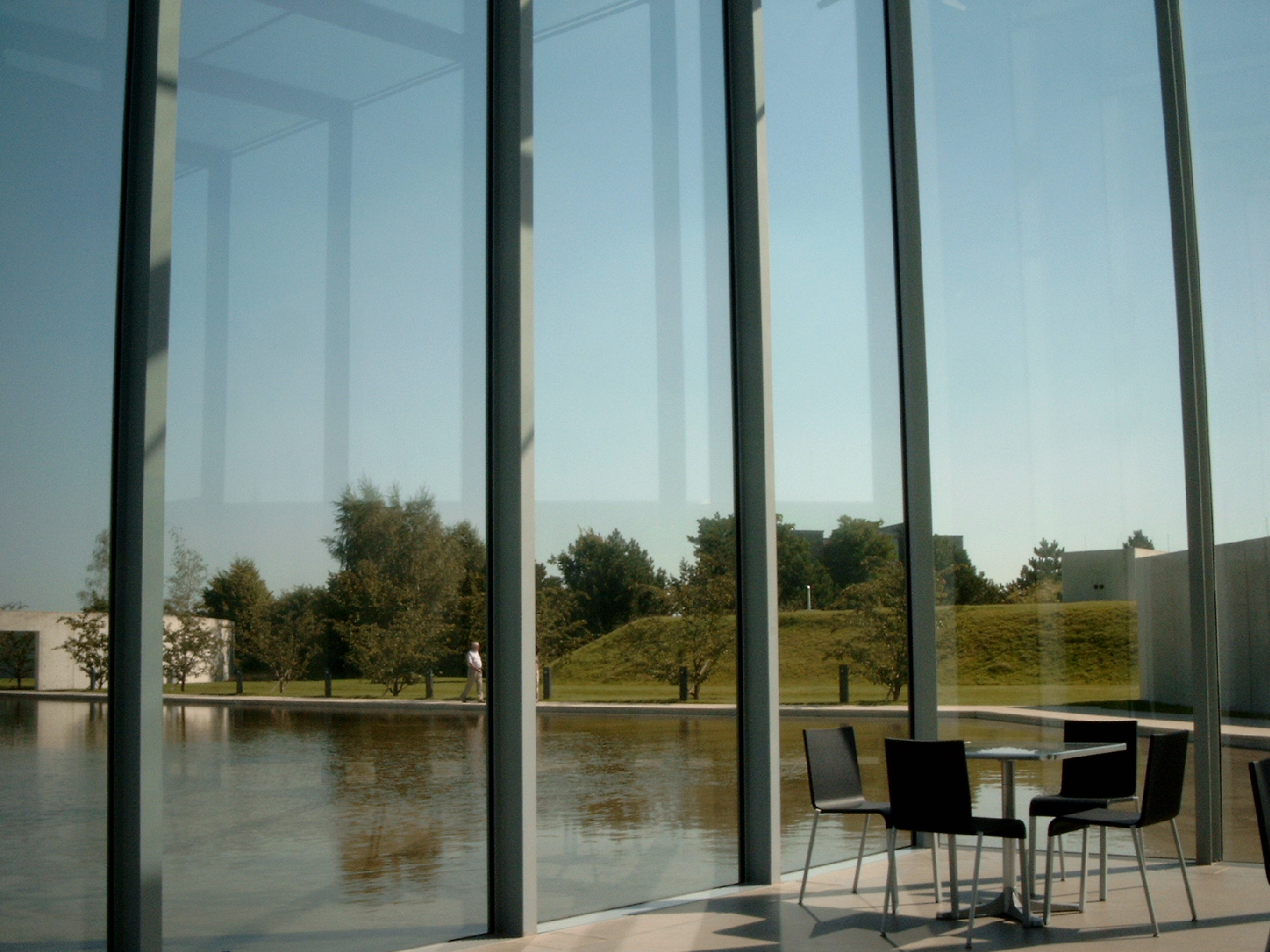
Vue de l'entrée
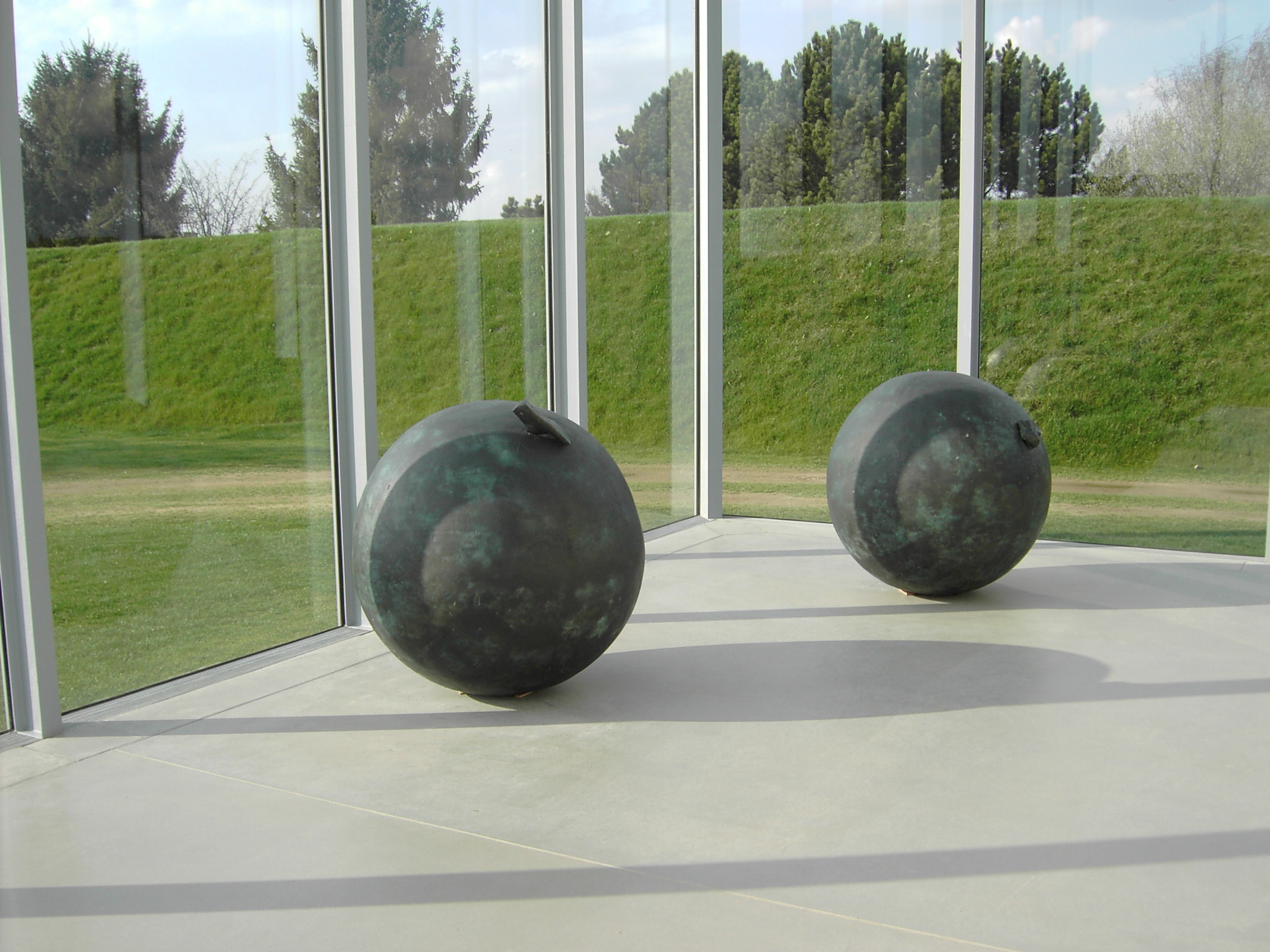
Vue intérieure

## Source de la traduction
- (en) Cet article est partiellement ou en totalité issu de l’article de Wikipédia en anglais intitulé « Langen Foundation » (voir la liste des auteurs).